# Riesenbibel

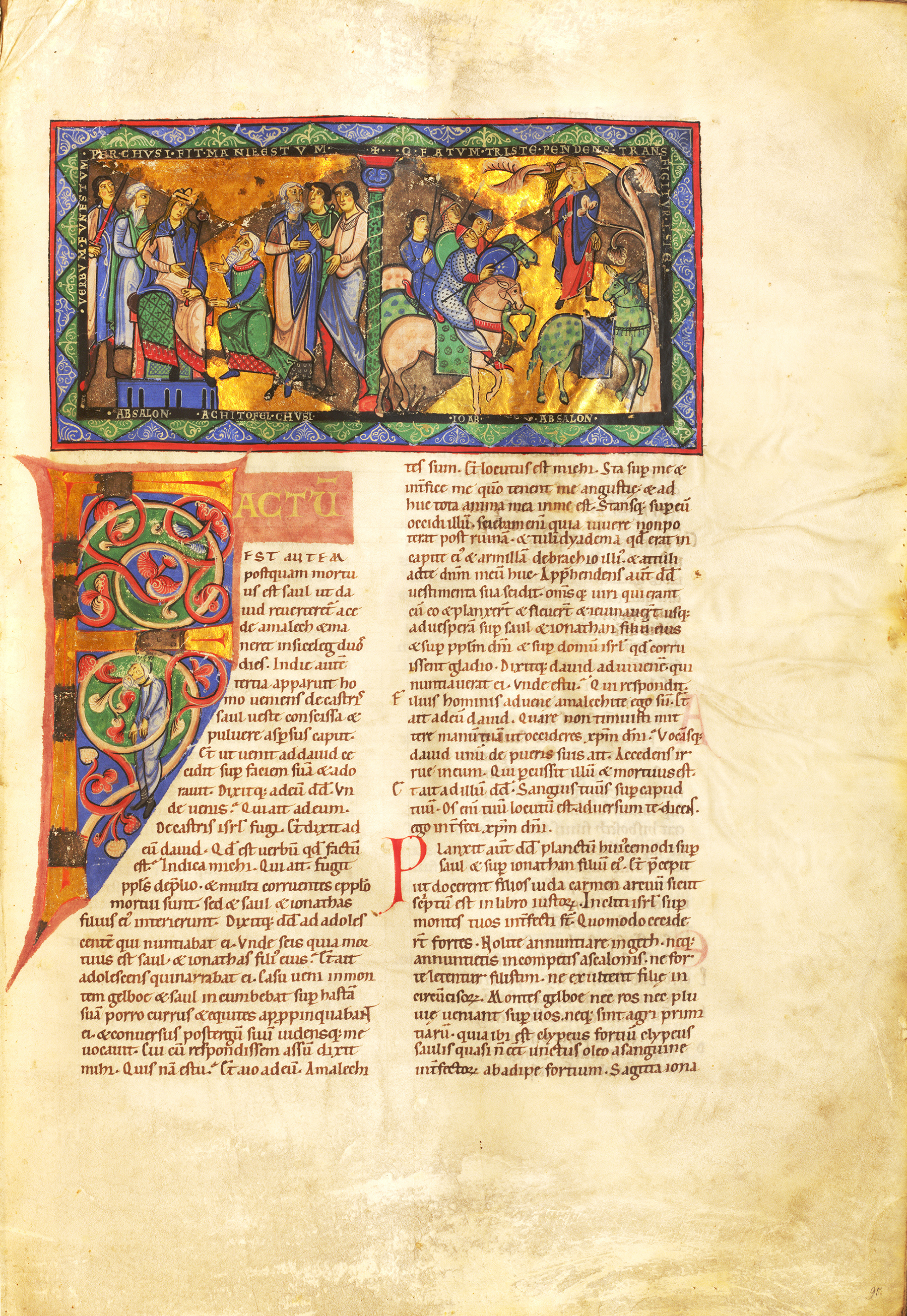
Blatt aus der Gumbertusbibel

Als Riesenbibel werden großformatige Bibel-Handschriften bezeichnet, die ab Mitte des 11. Jahrhunderts entstanden.

## Geschichte
Im 11. Jahrhundert förderte die päpstliche Reformbestrebung ein vertieftes Bibelstudium. In diesem Zusammenhang entstanden zuerst in Mittel- und Norditalien meist zweibändige Riesenbibeln („bibbie atlantiche“). Das Großformat unterstrich die Bedeutung der im Buch niedergeschriebenen Heiligen Schrift. Als Textvorlage dienten die karolingischen Bibeln, die zwischen etwa 800 und 850 in Abteien wie Saint-Martin in Tours in einer Art Massenproduktion hergestellt worden waren.
Im 12. Jahrhundert wurden auch nördlich der Alpen Bibeln nach italienischem Vorbild hergestellt, wobei sich ein eigenständiger romanischer Bildmalerei-Stil entwickelte.
Nach Entwicklung des Buchdrucks wurden keine großformatigen Bibelhandschriften mehr erstellt.

## Erzeugung
Eine mehrbändige, großformatige Riesenbibel herzustellen, war eine gewaltige Herausforderung für ein Skriptorium. Der Aufwand an Arbeitszeit und Material war enorm. Für die überdimensionalen Pergamentblätter benötigte man in einem überlieferten Fall die Häute von 155 Kälbern. Die Abschrift, Illuminierung und Bindung der Riesenbibel von Tournai dauerte vier Jahre. An der Niederschrift des Textes waren in der Regel mehrere Schreiber beteiligt, die ihre Arbeit in verschiedene Abschnitte aufteilten.

## Beschreibung

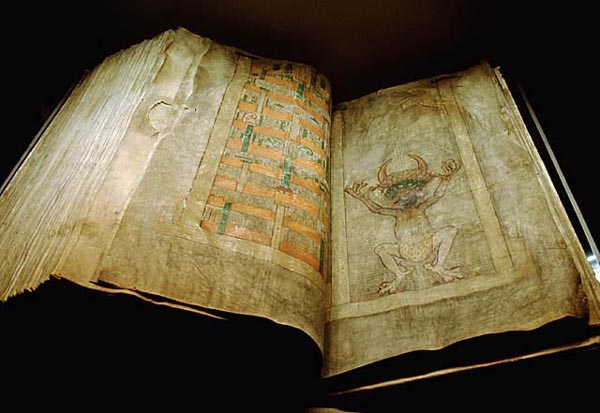
Codex Gigas

Die Riesenbibeln sind durchschnittlich etwa 65 cm hoch und 40 cm breit. Die größte Riesenbibel stammt aus Böhmen, der sogenannte Codex Gigas ist 90 mal 50 cm groß und damit eine der größten erhaltenen Handschriften der Welt.
Die mehrere Zeilen hohen Initialen waren nicht nur Zierelemente, sondern dienten wie die Randglossen auch der Orientierung der Vorlesenden, denn die Einteilung des Bibeltextes in Kapitel und Verse wurde erst später vom britischen Erzbischof Stephan Langton im 13. Jahrhundert bzw. vom Pariser Buchdrucker Robert Estienne im 16. Jahrhundert vorgenommen.
Für die Malereien wurden Metallfarben, Deckfarben und teilweise Silber und Gold verwendet.

## Verwendung
Aus den Riesenbibeln wurde im Stundengebet und im Gottesdienst laut vorgelesen. Wegen ihres Gewichts konnte eine Riesenbibel nur mühsam von einem Ort zum anderen getragen werden. Eine ständig zum Einsatz kommende Riesenbibel dürfte deshalb das ganze Jahr über im Chor einer Abteikirche auf einem eigenen Lesepult gelegen haben. Durch das häufige Umblättern wurden die meisten Seitenecken stark abgenutzt.

## Beispiele
Riesenbibeln in Italien:
- Bibbia del Pantheon (Pantheonbibel), Vatikan, Nr. 12958
- Bibbia di Calci, Riesenbibel der Certosa di Pisa in Calci (1168; 56 × 38 cm)
- Bibbia di Perugia, Perugia, Biblioteca Comunale Augusta, L 59
- Bibbia di Santa Cecilia, Vatikan, Barb. lat. 587
- Bibbia di Santa Maria del Fiore, Florenz, Biblioteca Medicea Laurenziana, Edili 125–126
- Bibbia di Todi, Vatikan, Nr. 10405
- Bibbia Urbinate (Bibel des Federico da Montefeltro), Vatikan, Urb. Lat. 1 und 2 (1476–1478; 59,8 × 44,3 cm)

Riesenbibeln in Österreich:
- Admonter Riesenbibel im Stift Admont, Steiermark
- Babenberger Riesenbibel im Stift Klosterneuburg, Niederösterreich
- Millstätter Riesenbibel im Stiftsmuseum Millstatt, Kärnten
- Riesenbibel vom Nonnberg (Fragment), Salzburg
- Riesenbibel von St. Florian, Oberösterreich, Codex XI 1 (1140/50; 66 × 48 cm)
- Waltherbibel von Michaelbeuern

Riesenbibeln in Deutschland:
- Gumbertusbibel von Regensburg (spätes 12. Jahrhundert; 67 × 46 cm)
- Mainzer Riesenbibel in der herzoglichen Bibliothek in Gotha, Thüringen (1452–1453; 55 × 40 cm)
- Maximiner Riesenbibel (Riesenbibel von St. Maximin) aus der Reichsabtei St. Maximin bei Trier, heute in der Schatzkammer der Trierer Bibliothek
- Riesenbibel Heinrichs IV. Bayerische Staatsbibliothek, Nr. 13001

Sonstige Riesenbibeln:
- Codex Gigas aus Böhmen (13. Jahrhundert; 92 × 50 cm)
- Riesenbibel von Tournai, Belgien